# Arrondissement Saint-Marcellin
Saint-Marcellin is een voormalig arrondissement in het departement Isère in de Franse regio Auvergne-Rhône-Alpes. Het arrondissement werd op 17 februari 1800 gevormd en op 10 september 1926 opgeheven. De zeven kantons werden bij de opheffing toegevoegd aan het arrondissement Grenoble.

## Kantons
Het arrondissement was samengesteld uit de volgende kantons:
- kanton Pont-en-Royans
- kanton Rives
- kanton Roybon
- kanton Saint-Étienne-de-Saint-Geoirs
- kanton Saint-Marcellin
- kanton Tullins
- kanton Vinay